# GNU Gnubik
GNU GnubikまたはGNUbikはパズル ゲームの一種であるルービックキューブの自由ソフトウェア。 これはクロスプラットフォームで動作するだけでなく、 Debian、openSUSE、GuixSD、Red HatおよびUbuntuといった主要なLinuxディストリビューションのパッケージに含まれている。

## 特徴
ルービックキューブのタイルは、色やパターンを選択できるだけでなく、任意の写真を使うカスタマイズが可能。 また、ゲーム中に解けなくなった場合は、プレイヤーの代わりに途中までまたは最後まで自動的に解いてくれるスクリプトも用意されている。また、解いている途中で、任意の場所に巻き戻したり、途中でつけたマーカーの場所まで巻き戻すことも可能。前面と背面のような、複数の異なる視点から同時に見る事もで可能。